# Frank Van der Stucken
Frank Valentine Van der Stucken (Fredericksburg, 15 oktober 1858 – Hamburg, 16 augustus 1929) was een Amerikaans musicus van Vlaamse afkomst. Hij componeerde, speelde viool en was koor- en orkestleider.
Zijn vader, geëmigreerd vanuit Antwerpen naar Texas, trouwde daar met Sophie Schönewolf, dochter van een Duits immigrant. Ze kregen vier kinderen, van wie Frank Valentine de jongste was. Zo werd Frank meertalig: hij sprak het Amerikaans-Engels van zijn geboortestad Fredericksburg, het Nederlands (Vlaams) van zijn vader en het Duits van zijn moeder; later kwam daar het Frans bij, de toenmalige belangrijkste onderwijstaal in Vlaanderen. Deze meertaligheid kwam hem later goed van pas tijdens zijn vele internationale contacten.
In 1865, mogelijk vanwege strubbelingen tijdens de Amerikaanse Burgeroorlog, keerde het gezin terug naar Antwerpen. Dit werd later ook zijn uitvalsbasis voor zijn vele concertreizen in Europa. Daar begon ook Franks muzikale opleiding bij Peter Benoit aan het Conservatorium van Antwerpen. Daar ontmoette hij als medestudent Jan Blockx, met wie hij bevriend bleef. Hij studeerde viool bij Emile Wambach. Uit die tijd stammen ook zijn eerste composities, onder meer een Te Deum voor soli, koor en orkest, die hij signeerde met Partes, Latijn voor stukken als verwijzing (soort pseudoniem) naar zijn achternaam.
Gedurende zijn hele muzikale loopbaan pendelde hij tussen Europa en Amerika. In Europa hielp hij de moderne Amerikaanse componisten bekend worden, in Amerika liet hij het publiek kennismaken met de Europese muziek. Vooral de Vlaamse koortraditie kreeg daar via hem bekendheid. Hij reisde veel, was Kapellmeister in Breslau, concerteerde in Weimar en andere Duitse steden, en werd bevriend met beroemdheden van zijn tijd, zoals Edward Grieg en Franz Liszt.
In 1884 keerde hij terug naar Amerika waar hij in New York actief was. Nadien gaf hij Amerikaanse concerten op de wereldtentoonstelling van 1889 in Parijs. Vanaf 1895 werd hij de eerste dirigent van het Cincinnati Symphony Orchestra en deken van het college of music van die stad. Tussen 1908 en 1917 woonde hij in Hanover en tijdens de laatste twee decennia van zijn leven bracht hij meer tijd door in Europa dan in de Verenigde Staten.